# Gulai
Le gulai est un plat de curry communément trouvé en Indonésie et en Malaisie. Les ingrédients peuvent être de la volaille, du bœuf, du mouton, des abats, du poisson, des fruits de mer ou des fruits et des légumes (tels que le jacquier vert ou des feuilles de cassave).
La sauce consiste en un riche mélange de curcuma, coriandre, poivre, galangal, gingembre, piment, échalotes, ail, fenouil, citronnelle, cannelle et carvi, broyés pour en faire une pâte puis cuite dans un lait de coco avec l'ingrédient principal.

## Variantes
Le gulai est originaire de Sumatra, et démontre l'influence de la cuisine indienne sur la cuisine de l'archipel indonésien. Ce plat est très populaire ; on le retrouve à Sumatra, Java, en Malaisie péninsulaire et à Bornéo. La sauce est plus épaisse dans la cuisine malaisienne, tandis que dans la cuisine javanaise, le gulai sera plus fin, parfois servi en soupe.
On le sert normalement avec du riz, mais, en fonction de certaines recettes, comme le gulai de chèvre ou de mouton, il peut être accompagné d'un roti canai.
Voici quelques exemples notables :
| Volailles - gulai ayam (poulet) - gulai itik (canard) - gulai hati ampela (gésiers, foie et tripes de poulet) - gulai telur (œuf dur) - gulai telur itik (œuf de cane) Viande - gulai kambing (mouton) - gulai sapi (bœuf) Abats - gulai hati (foie de bœuf) - gulai limpa (rate) - gulai gajeboh (gras de bœuf) - gulai iso ou gulai usus (intestins) - gulai babat (tripes) - gulai tunjang ou kikil (tendons, peau et cartilage de bœuf) - gulai otak (cervelle de bœuf) - gulai sumsum (moelle de bœuf) | Poissons et fruits de mer - gulai ikan mas (carpe) - gulai ikan patin (pangasius) - gulai ikan kakap (vivaneau rouge) - gulai kepala ikan kakap (têtes de vivaneau rouge) - gulai telur ikan (œufs de poisson) - gulai cumi ou gulai sotong (encornets) Légumes - gulai cubadak ou gulai nangka muda (jacquier) - gulai kacang panjang (haricots) - gulai daun singkong (feuilles de cassave) - gulai daun pakis (feuilles de fougères) - gulai jariang ou gulai jengkol (jengkol) - gulai tahu (tofu) |